# ジャック・コハノウィッツ
- ジャック・コチャノビッチ
- ジャック・コチャノヴィッツ
- ジャック・コハノウィックス
- ジャック・コハノビチ
- ジャック・コハノビツ

ジャック・フォン・コハノウィッツ（Jack Von Kochanowicz,2000年12月22日 - ）は、 アメリカ合衆国ペンシルベニア州フィラデルフィア出身のプロ野球選手（投手）。MLBのロサンゼルス・エンゼルス所属。右投左打。

## 経歴

### プロ入りとエンゼルス時代
2019年のMLBドラフト3巡目（全体92位）でロサンゼルス・エンゼルスから指名され、プロ入り。
2020年は新型コロナウイルスの影響でマイナーリーグの試合が開催されず、公式戦には出場しなかった。
2021年に傘下A-級インランド・エンパイア・シックスティシクサーズでプロデビュー。20試合に登板（先発18試合）して4勝2敗、防御率6.91、73奪三振を記録した。
2022年もA-級インランド・エンパイア・シックスティシクサーズで17試合に登板（先発9試合）して4勝4敗、防御率4.99、53奪三振を記録した。
2023年はA+級トライシティ・ダストデビルズとAA級ロケットシティ・トラッシュパンダズでプレーし、2球団合計で21試合に先発登板して5勝5敗、防御率5.27、69奪三振を記録した。オフの11月14日にルール・ファイブ・ドラフトでの流出を防ぐため、40人枠に登録された。
2024年もAA級ロケットシティ・トラッシュパンダズでプレーし、16試合に先発登板して5勝6敗、防御率4.55を記録して7月11日にメジャーに昇格した。同日の対シアトル・マリナーズ戦で先発登板してメジャーデビューしたが、3回を5失点（4自責点）で敗戦投手となった。20日にも先発登板したが4回を7失点と炎上して22日にAA級トラッシュパンダズに降格した。しかし8月7日に再昇格すると11日に先発登板し7.2イニングを2失点に抑えメジャー初勝利を記録した。そこから5試合連続でクオリティ・スタートを記録するなど好調で再昇格後は一度も5失点以上の登板がなかった。この年は11試合に先発登板して2勝6敗、防御率3.99、25奪三振を記録した。

## 詳細情報

### 年度別投手成績
| 年 度    | 球 団    | 登 板 | 先 発 | 完 投 | 完 封 | 無 四 球 | 勝 利 | 敗 戦 | セ 丨 ブ | ホ 丨 ル ド | 勝 率 | 打 者 | 投 球 回 | 被 安 打 | 被 本 塁 打 | 与 四 球 | 敬 遠 | 与 死 球 | 奪 三 振 | 暴 投 | ボ 丨 ク | 失 点 | 自 責 点 | 防 御 率 | W H I P |
| -------- | -------- | ----- | ----- | ----- | ----- | -------- | ----- | ----- | -------- | ----------- | ----- | ----- | -------- | -------- | ----------- | -------- | ----- | -------- | -------- | ----- | -------- | ----- | -------- | -------- | ------- |
| 2024     | LAA      | 11    | 11    | 0     | 0     | 0        | 2     | 6     | 0        | 0           | .250  | 266   | 65.1     | 68       | 7           | 10       | 1     | 8        | 25       | 1     | 0        | 30    | 29       | 3.99     | 1.19    |
| MLB：1年 | MLB：1年 | 11    | 11    | 0     | 0     | 0        | 2     | 6     | 0        | 0           | .250  | 266   | 65.1     | 68       | 7           | 10       | 1     | 8        | 25       | 1     | 0        | 30    | 29       | 3.99     | 1.19    |

- 2024年度シーズン終了時

### 年度別守備成績
| 年 度 | 球 団 | 投手（P） | 投手（P） | 投手（P） | 投手（P） | 投手（P） | 投手（P） |
| 年 度 | 球 団 | 試 合     | 刺 殺     | 補 殺     | 失 策     | 併 殺     | 守 備 率  |
| ----- | ----- | --------- | --------- | --------- | --------- | --------- | --------- |
| 2024  | LAA   | 11        | 3         | 7         | 0         | 1         | 1.000     |
| MLB   | MLB   | 11        | 3         | 7         | 0         | 1         | 1.000     |

- 2024年度シーズン終了時

### 背番号
- 64（2024年）
- 41（2025年 - ）